# Eva Weissweiler

Eva Weissweiler, 2020

Eva-Ruth Weissweiler (* 14. Februar 1951 in Mönchengladbach) ist eine deutsche Schriftstellerin, Musikwissenschaftlerin und Hörfunkautorin.

## Leben
Eva Weissweiler trat 1961 in das Staatliche Mädchengymnasium Mönchengladbach ein, wo sie 1969 Abitur machte. Sie stammt aus einer musikliebenden Kaufmannsfamilie und hat zwei ältere Brüder.
Neben dem Schulunterricht besuchte sie die Rheinische Musikschule in Köln und das Düsseldorfer Robert-Schumann-Konservatorium. Sie war zweimal Landessiegerin im Wettbewerb Jugend musiziert auf der Konzert-Altblockflöte und machte mit 14 Jahren als Solistin mit diesem Instrument Konzertreisen, unter anderem nach England. Nach kurzen Klavierstudien an der Kölner Musikhochschule immatrikulierte sie sich im Wintersemester 1969/70 für ein Studium der Musikwissenschaft, Germanistik und Islamkunde an der Universität Bonn, wo sie 1976 mit der Dissertation Die Theorien zum arabischen Einfluss auf die europäische Musik des Mittelalters promovierte. Ihre Dissertation erschien unter ihrem damaligen Ehenamen, Eva-Ruth Perkuhn, den sie kurz vor der Geburt ihres ersten Kindes wieder ablegte, um erneut ihren Mädchennamen, Weissweiler, anzunehmen. Nach dem Studium arbeitete sie als Rundfunkredakteurin und freie Schriftstellerin. Sie hat zwei Kinder. Weissweiler ist mit dem Bildhauer und Fotografen Klaus Kammerichs verheiratet, mit dem sie seit vielen Jahren in Köln lebt. Sie ist Großmutter zweier Enkel.
Eva Weissweiler ist Verfasserin von Biografien, Romanen, Kurzgeschichten, Hörfunkfeatures und Dokumentarfilmen. Sie schrieb Beiträge für fast alle deutschsprachigen Sender und Texte für die Frankfurter Allgemeine, die Süddeutsche Zeitung, Emma und den Kölner Stadtanzeiger. Mit ihren Forschungen über Komponistinnen gilt sie seit den achtziger Jahren als eine der Pionierinnen der Frauenmusikforschung. Sie edierte den Briefwechsel zwischen Clara und Robert Schumann sowie Fanny und Felix Mendelssohn. Ein weiterer Themenschwerpunkt war die Aufarbeitung der Zeit des Nationalsozialismus in der Musikwissenschaft, dem sie mehrere Dokumentarfilme für den NDR und WDR widmete, ferner die Literatur von Migranten in Deutschland. Zu diesem Thema drehte sie gemeinsam mit ihrem Mann 10 Autorenporträts unter dem Motto Nationalität Schriftsteller im Auftrag des ehemaligen Ministeriums für Kultur, Städtebau und Sport NRW. Seit 2016 widmet sie sich vor allem der Erforschung deutsch-jüdischer Frauenbiographien wie z. B. Luise Straus-Ernst, Dora Sophie Kellner oder Lisa Fittko.
Sie erhielt 1994 ein Arbeitsstipendium des Landes Nordrhein-Westfalen und 1995 ein Stipendium der Kunststiftung NRW.
Eva Weissweiler ist Mitglied des PEN-Zentrums Deutschland und des Verbandes deutscher Schriftsteller in ver.di. Im Mai 2009 gründete sie in Köln gemeinsam mit einem Kreis von 15 Autoren den Verein AURA 09 (Aktion unabhängiger Rhein-Ruhr-Autoren) zur Förderung und Belebung der literarischen Diskussionskultur in der Region. Der Verein war im Grenzbereich zwischen Literatur und sozialer Arbeit tätig und machte sich in Köln alsbald einen Namen. Unter anderem erinnerte er als erste literarische Gruppe in Köln an die Werke derjenigen Kollegen, deren Nachlässe beim Einsturz des Historischen Archivs der Stadt Köln zerstört wurden. Als Sprecherin dieses Vereins war sie gemeinsam mit ihrem Mann Jahre lang Leiterin und Initiatorin von Schreib- und Fotokursen für psychisch Kranke, deren Ergebnisse in vielen Ausstellungen präsentiert wurden.
Eva Weissweilers Buch Das Echo deiner Frage – Dora und Walter Benjamin: Biographie einer Beziehung (Hoffmann und Campe, 2020) stand im Februar 2020 auf Platz 1 der Sachbuch-Bestenliste von ZDF, ZEIT, und Deutschlandfunk.
Am 3. Dezember 2023 erhielt Eva Weissweiler von der Luise-Büchner-Gesellschaft in Darmstadt den Luise-Büchner-Preis für Publizistik. Eva Weissweiler ist Trägerin des Giesbert-Lewin-Preises 2024 der Kölnischen Gesellschaft für Christlich-Jüdische Zusammenarbeit.

## Werke (Auswahl)
- (unter dem Namen Eva-Ruth Perkuhn:) Die Theorien zum arabischen Einfluss auf die europäische Musik des Mittelalters. Diss., Walldorf-Hessen 1976 (Beiträge zur Sprach- und Kulturgeschichte des Orients, Bd. 26), ISBN 3-936687-26-9.
- Komponistinnen aus 500 Jahren: eine Kulturgeschichte in Biographien und Werkbeispielen. Fischer Taschenbuch Verlag, Frankfurt/M. 1981, ISBN 3-596-23714-9.
- (Als Herausgeberin:) Fanny Mendelssohn, Italienisches Tagebuch. Luchterhand Literaturverlag, 2. Auflage Darmstadt 1988 (Frankfurt a. M. 1981), ISBN 3-630-61607-0. Mit Vorwort, Porträt, Notenabbildungen, Anmerkungen und Personenregister.
- Komponistinnen vom Mittelalter bis zur Gegenwart (= erweiterte Neuauflage von Komponistinnen aus 500 Jahren), dtv München 1999, ISBN 3-423-30726-9.
- Clara Schumann. Eine Biographie. Hoffmann und Campe, Hamburg 1991, ISBN 3-455-08332-3.
- Gejagt von der Liebe. Roman, Fischer Taschenbuch Verlag, Frankfurt/M. 1993, ISBN 3-548-30325-0.
- Monodram für eine Pianistin. Theaterstück, Bad Homburg vor der Höhe 1994.
- Der Sohn des Cellisten. Roman, Hoffmann und Campe, Hamburg 1996, ISBN 3-548-30422-2.
- (Als Herausgeberin:) Fanny und Felix Mendelssohn »Die Musik will gar nicht rutschen ohne Dich«. Briefwechsel 1821 bis 1846. Propyläen Berlin 1997, ISBN 3 549 05528 5. Mit Vor- und Nachwort, Portraits, Übersichtstabellen, Anmerkungen und Personenregister.
- Ausgemerzt! Das Lexikon der Juden in der Musik und seine mörderischen Folgen. Dittrich, Köln 1999, ISBN 3-920862-25-2.
- Tussy Marx. Das Drama der Vatertochter. Biographie. Kiepenheuer & Witsch, Köln 2002, ISBN 3-462-03139-2.
- Die Freuds. Biografie einer Familie. Kiepenheuer & Witsch, Köln 2006, ISBN 3-462-03617-3.
- Wilhelm Busch: Der lachende Pessimist. Biographie. Kiepenheuer & Witsch, Köln 2007, ISBN 978-3-462-03930-6.
- Otto Klemperer : ein deutsch-jüdisches Künstlerleben. Kiepenheuer & Witsch, Köln 2010, ISBN 978-3-462-04179-8.
- Erbin des Feuers. Friedelind Wagner. Eine Spurensuche. Pantheon Verlag 2013, ISBN 3-570-55190-3.
- Notre Dame de Dada. Luise Straus-Ernst – das dramatische Leben der ersten Frau von Max Ernst. Kiepenheuer & Witsch, Köln 2016, ISBN 978-3-462-04894-0.
- Lady Liberty: Das Leben der jüngsten Marx-Tochter Eleanor. Hoffmann und Campe, Hamburg 2018, ISBN 978-3-455-00292-8.
- Das Echo deiner Frage: Dora und Walter Benjamin – Biographie einer Beziehung. Hoffmann und Campe, Hamburg 2020, ISBN 978-3-455-00643-8. Das Buch stand im Februar 2020 auf Platz 1 der Sachbuch-Bestenliste von Die Zeit, ZDF und Deutschlandfunk[5].
- Villa Verde oder Das Hotel In Sanremo – das italienische Exil der Familie Benjamin, btb München 2022, ISBN 978-3-442-75982-8
- Lisa Fittko – Biographie einer Fluchthelferin, Hoffmann und Campe Hamburg 2024, ISBN 978-3-455-01680-2

## Herausgeberschaft (Auswahl)
- Fanny Mendelssohn, Italienisches Tagebuch. (Societäts-Verlag, Frankfurt a. M. 1981) 2. Auflage Luchterhand Literaturverlag, Darmstadt 1988, ISBN 3-630-61607-0. Mit Vorwort, Portrait, Notenabbildungen, Anmerkungen und Personenregister.
- Clara und Robert Schumann: Briefwechsel. 3 Bände, Stroemfeld/Roter Stern, Basel 1984–2001, ISBN 978-3-87877-189-0.
- Fanny Mendelssohn: Ein Portrait in Briefen. Ullstein, Frankfurt am Main 1985, ISBN 3-548-30171-1.
- Fanny und Felix Mendelssohn: „Die Musik will gar nicht rutschen ohne dich“. Briefwechsel 1821–1846. Ullstein, Berlin 1997, ISBN 3-549-05528-5. Mit Vor- und Nachwort, Portraits, Übersichtstabellen, Anmerkungen und Personenregister.
- (mit Ulla Lessmann:) Lese-Lust. Eine Anthologie. Dittrich, Köln 1999, ISBN 3-920862-23-6.
- (mit Hidir Celik und Helle Jepsen:) Nationalität: Schriftsteller Zugewanderte Autoren in Nordrhein-Westfalen. Free Pen, Bonn 2002, ISBN 3-933672-12-0.